# Noreen Young
Noreen Isabel Young (Almonte, Ontario, 10 de mayo de 1939-Ottawa, 18 de abril de 2025) fue una productora de televisión y titiritera canadiense, conocida por producir el programa Bajo la sombra del árbol (1987-93).

## Biografía
Young creció en el sur de Ottawa con sus dos hermanos y estudió dibujo y pintura en el OCAD University de Toronto. Inició su carrera como creadora de títeres en CJOH/CTV y CBOT/CB en los programas Hi Diddle Day (1967-1976) y Pencil Box (1977-1979), ambos premiados en su momento. También creó títeres para Today's Special y Téléfrançais. 
Posteriormente, se independizó como productora de televisión y produjo Bajo la sombra del árbol (Under the umbrella tree), un programa infantil que originalmente se transmitió por CBC desde 1987 hasta 1993, donde creó personajes como Iggy, Jacob y Gloria. También fue la titiritera del personaje de "Dodie" de Sesame Park, la versión canadiense de Sesame Street. Sus títeres también aparecieron en The Care Bears Battle the Freeze Machine (1984).
Noreen Isabel Young falleció en Ottawa a causa de un accidente cerebrovascular el 18 de abril de 2025, a los 85 años de edad.

### Orden de Canadá

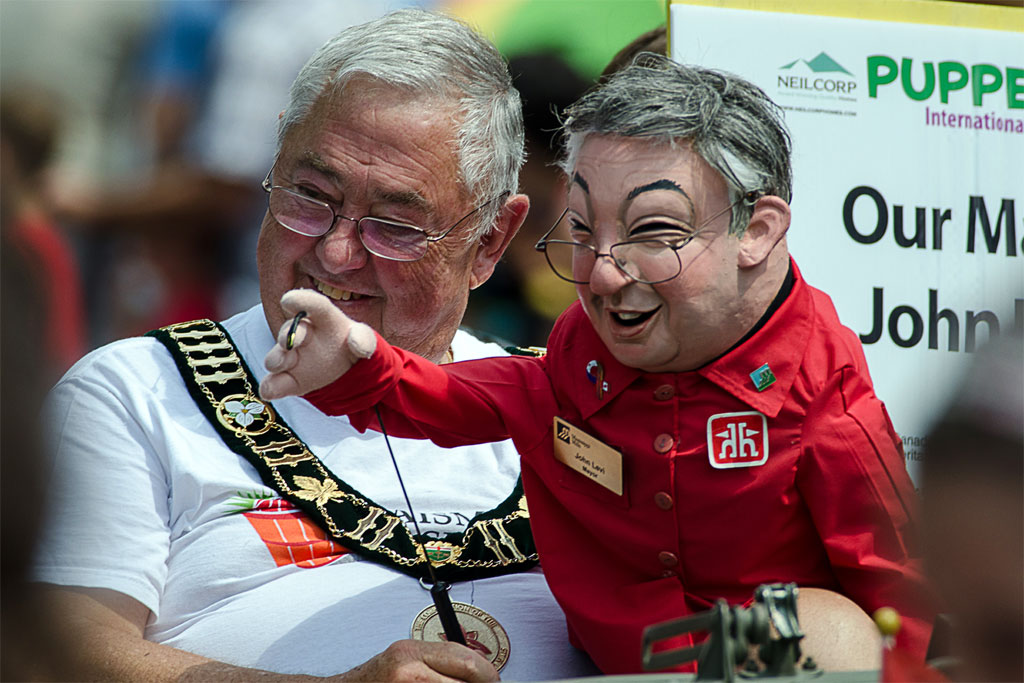
El alcalde de Mississippi Mills, Canadá, con una marioneta que le caricaturiza creada por Noreen Young.

En 1995, Young fue nombrada miembro de la Orden de Canadá por su «uso efectivo de títeres para educar niños en problemáticas cruciales como seguridad, nutrición, cuidado ambiental y adicciones».